# Elisabetsgatan

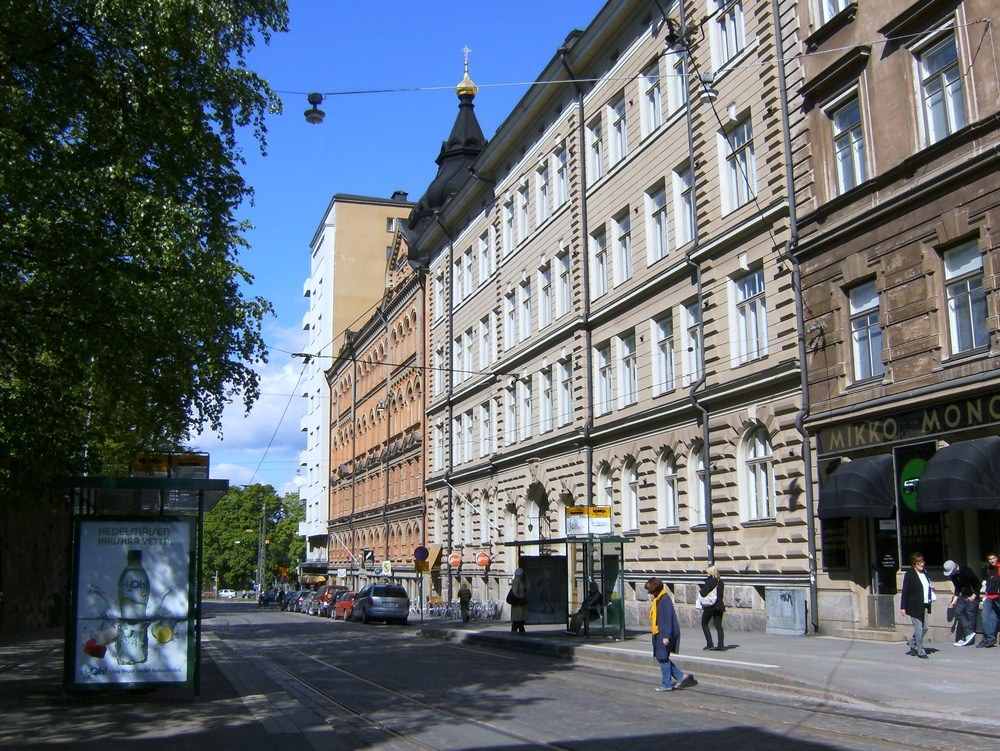
Elisabetsgatans västra del

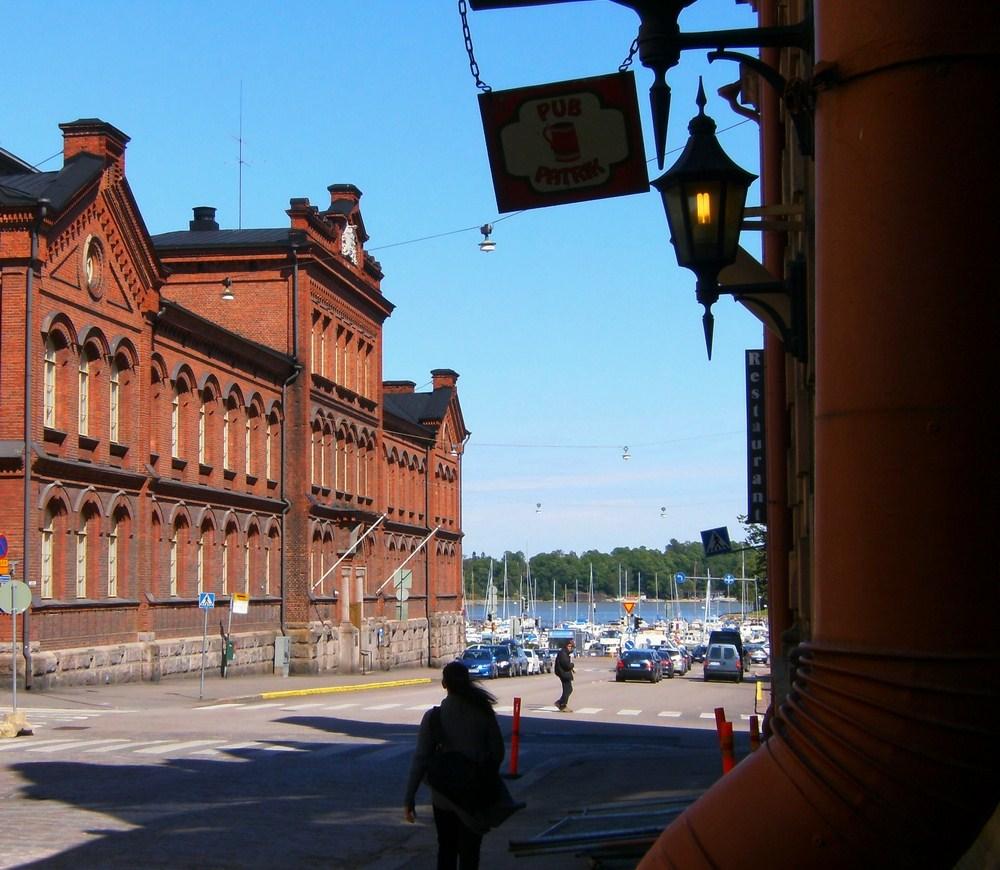
Elisabetsgatans östra del

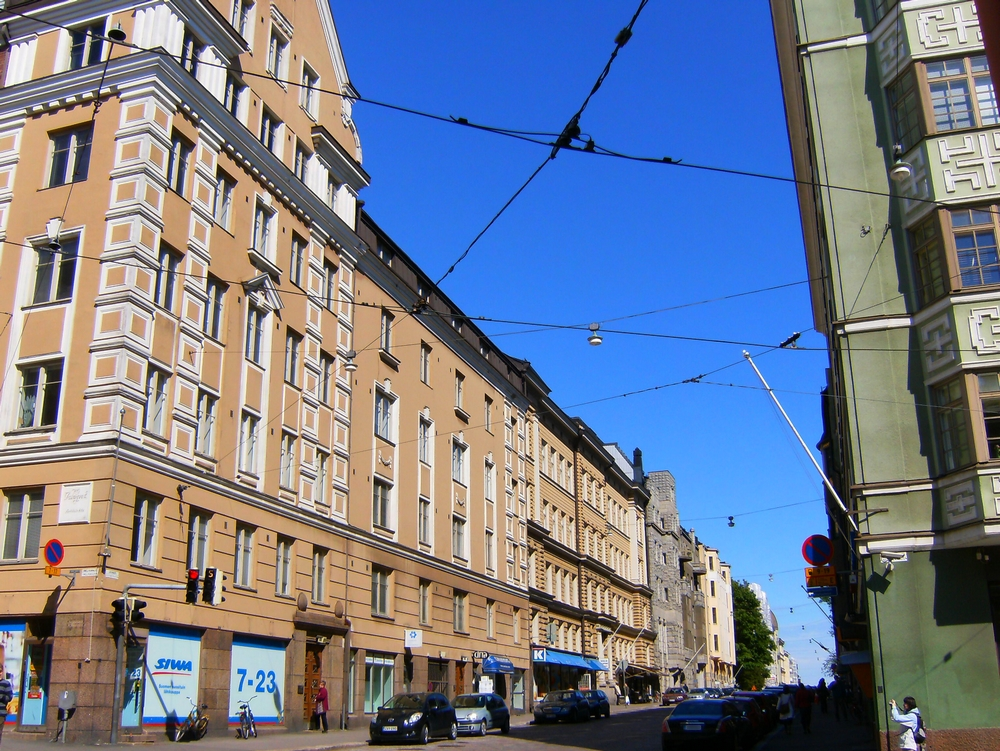
Korsningen av Elisabetsgatan och Snellmansgatan

Elisabetsgatan (finska: Liisankatu) är en gata i stadsdelen Kronohagen i södra Helsingfors. Gatan sträcker sig från Norra kajen i öster till Unionsgatan i väster. Vid gatan ligger bland annat Krigsmuseet och Sibeliusgymnasiet. Byggnaderna vid Elisabetsgatan har huvudsakligen byggts under 1880- och 1910-talet. Gatan har fått sitt namn efter kejsaren Alexander I:s hustru Elisabet år 1819. Vid gatans östra del ligger Elisabetsskvären.

## Tvärgator
- Mauritzgatan
- Sjötullsgatan
- Mariegatan
- Snellmansgatan

## Byggnader

### Elisabetsgatan 9
Representerar nationalromantisk arkitektur. Huset är ritat av arkitekt John Werner Lehtinen och byggt år 1907. Huset är i sex våningar.

### Elisabetsgatan 11
Ett bostadshus i fem våningar ritat av G. W. Nyberg år 1905. Bostadshuset är byggt i historisk stil. 

### Elisabetsgatan 13
Huset användes ursprungligen av Svenska reallyceum och ritades av arkitekt Theodor Decker år 1899. Det stod färdigt år 1902 och var den största av skolorna byggda av staten vid sekelskiftet. Svenska reallyceum lämnade det nyrenässansska huset år 1927. Numera används huset av Sibeliusgymnasiet.

### Elisabetsgatan 15
Ett bostadshus i fem våningar ritat av Arthur Gauff år 1912. Stod färdigt år 1914. Representerar jugendstil.

### Elisabetsgatan 17
Ett granithus ritat av Onni Tarjanne (Törnqvist) mellan åren 1908 och 1909. Användes ursprungligen av studentnationen Karjalainen Osakunta. Nationen gick i konkurs år 1915 och var tvungen att lämna huset. Fr.o.m. 1970 t.o.m. 2008 använde nationen huset igen, med nationerna Kymenlaakson Osakunta och Wiipurilainen osakunta.

### Elisabetsgatan 19
Ett bostadshus i nyrenässansstil ritat av arkitektbyrån Kiseleff & Heikel år 1886. Huset är i fyra våningar och dess affärsvåning renoverades efter ritningar av Ole Gripenberg år 1936. 

### Elisabetsgatan 21
Huset Aedificium, ritat av Wäinö Palmqvist mellan åren 1923 och 1924. Representerar klassistisk arkitektur. Huset är i sex våningar.